# Dragon Club
Dragon Club (chinois: 小神龙俱乐部 ; pinyin :xiǎoshénlóng jùlèbù) est un bloc de programmes de deux heures de dessins animés et d'émissions pour la jeunesse diffusée en syndication sur plus de 50 chaînes de télévision chinoises. Elle a été créée en 1994 par ABC juste avant son rachat par The Walt Disney Company. 

## Historique
Le 22 août 1994, ABC Cable and International Broadcast Group annonce lancer deux émissions pour la jeunesse devant être diffusées sur les chaînes câblées en Chine, la première Dragon Club de deux heures et Panda Club d'une heure avec des programmes d'ABC et de DIC. La marque Dragon Club est aussi déposée en Australie le 10 novembre 1994.

## Programmes
- Have a Laugh!
- Art Attack
- Trop la classe !, déclinaison chinoise de Trop la classe !
- Gargoyles, les anges de la nuit
- Les Nouvelles Aventures de Winnie l'ourson